# یاکوب خولیوس
یاکوب خولیوس متولد 1596 ( 1596 - 28 سپتامبر 1667 ) یک خاورشناس و ریاضیدان مستقر در دانشگاه لیدن در هلند بود.  از او در درجه اول به عنوان یک مستشرق یاد می شود.  او متون عربی را به زبان عربی در لیدن منتشر کرد و ترجمه های عربی به لاتین را انجام داد.  شناخته شده ترین اثر او فرهنگ لغت عربی به لاتین Lexicon Arabico- Latinum (1653) است که بیشتر آن را از فرهنگ لغت صیحة الجوهری و فرهنگ قاموس فیروزآبادی تهیه کرده است.

## زندگینامه
خولیوس در لاهه به دنیا آمد.  او در سال 1612 برای مطالعه ریاضیات به دانشگاه لیدن رفت.  در سال 1618 مجدداً برای مطالعه زبان عربی و دیگر زبان های شرقی در لیدن ثبت نام کرد، جایی که او برجسته ترین شاگرد ارپنیوس بود.  در سال 1622 او سفارت هلند را به مراکش همراهی کرد و در بازگشت به جای ارپنیوس به عنوان استاد زبان عربی در لیدن (1625) انتخاب شد.  در سال بعد او سفری به شرق مدیترانه را آغاز کرد.  سرزمین‌هایی که او تا سال 1629 از آن‌ها بازنگشت.از سال 1612 به بعد او در دانشگاه لیدن پزشکی , ریاضیات و نجوم خواند .  علاقه او به میراث علمی یونانیان باستان او را به مطالعه زبان عربی کشاند.  او به زودی تحصیلات خود را به سایر زبانهای شرقی که در نهایت شامل فارسی، ترکی، ارمنی و چینی بودند، گسترش داد.  هنگامی که از سال 1622 تا 1624 با یک هیأت دیپلماتیک هلندی از مراکش دیدن کرد، از این فرصت برای ملاقات با دانشمندان مسلمان و جمع آوری دست نوشته های عربی استفاده کرد.  در سال 1625 او جانشین معلمش توماس ارپنیوس به کرسی عربی و عبری لیدن شد.  چند سال اول استادی او را در شام گذراند.  ابتدا به عنوان صدراعظم در کنسولگری هلند در حلب مشغول به کار شد و سپس از طریق سوریه و عراق به قسطنطنیه سفر کرد.  او در بازگشت به لیدن پس از بیش از سه سال، نسخه های خطی شرقی بیشتری از جمله تعدادی متون فارسی با خود آورد. در همین حال , خولیوس نیز استاد ریاضیات منصوب شده بود . 

## اقدامات
در سال 1633 او اولین رصدخانه نجومی را در لیدن تأسیس کرد
اثار خولیوس باعث دامنه مطالعات فارسی، که از اواخر قرن شانزدهم توسط عرب‌های هلندی دنبال می‌شد، گسترش یافت.
وی در جریان تهیه واژگان معروف خود به نام Arabico Latinum (لیدن، 1653) که تا حدی بر اساس منابع واژگانی فارسی و ترکی است، لغت نامه هایی برای فارسی و ترکی نیز جمع آوری کرد.
خولیوس مدت کوتاهی پس از بازگشت به ایران، او بازگشت.  به آلمان رفت و در آن جا به آدام اولئاریوس در ترجمه گلستان سعدی کمک کرد. 

## آثار
در سال‌های 1642 و 1643 در لیدن کار کرد و از جمله اطلاعات عملی در مورد معنای واژه‌های فارسی ارائه کرد که در فرهنگ لغت خولیوس جای خود را پیدا کرد.
دو متن عربی منتشر شده توسط خولیوس نیز مربوط به فرهنگ فارسی است: ضرب المثل های منسوب به علی بن ابی طالب (Proverbia quaedam Alis, Leiden, 1629) و شرح حال ابن عربشه از تیمور لنگ (Ajayeb al maqdur fi nowaeb Timur, tr. as Vitae & rerum gestarum Timuri, Leiden, 1636). او برای اظهار نظر در مورد متن اخیر، وقایع نگاری فارسی میرکوند روضة الشفا را بررسی کرد.  از مجموعه نسخ خطی شرقی که توسط خولیوس گردآوری شده است، تنها آن هایی که برای کتابخانه دانشگاه لیدن به دست آمده بودند، توسط پی. گاسندی (پاریس، 1630) و خود گولیوس (لیدن، 1640) در فهرست فهرست شده بودند.  مجموعه خصوصی او در هلند باقی نماند.  در سال 1696 به حراج گذاشته شد و تقریباً به طور کامل به دست اسقف مارش رسید که این دست نوشته ها را به کتابخانه Bodleian در آکسفورد واگذار کرد. 